# Пинскер, Дмитрий Гарриевич
Дми́трий Га́рриевич Пи́нскер (6 апреля 1971, Москва — 22 января 2002, там же) — российский политический журналист.

## Биография
Родился 6 апреля 1971 года в Москве. Старший брат Максим Пинскер (1964—2022) — актёр кино, театра и озвучивания.
Окончил Московский химико-технологический институт имени Менделеева.
С 1991 по 1994 год — парламентский корреспондент и ведущий информационных программ на радиостанции «Эхо Москвы». Привёл на радиостанцию Александра Плющева.
В 1995—1996 годах — в телекомпании «REN-TV».
С сентября 1996 года — специальный корреспондент еженедельного экономического журнала «Эксперт», с этого же времени сотрудничал с журналом «Итоги», был политическим обозревателем.
После конфликта редакции «Итогов» с издательским домом «Семь дней» (апрель 2001), развернувшегося одновременно с конфликтом между «НТВ» и «Газпромом», последовал примеру других членов редакции и ушёл со своей должности. Принимал участие в проекте «Настоящие Итоги», был одним из создателей «Еженедельного журнала», работал там заведующим отделом политики.
Владел французским языком.
Скончался на 31-м году жизни в ночь на 22 января 2002 года в результате несчастного случая: он упал с лошади и сломал руку, а обезболивающий укол, который ему сделали, вызвал аллергический шок. Два дня до смерти журналист находился в коме.
В номере «Еженедельного журнала» от 22 января была опубликована последняя статья Пинскера «Канал построен» — о ликвидации телеканала «ТВ-6».
Похоронен на Введенском кладбище (участок № 23) в Москве.